# Dawn (sonda)
Dawn (anglicky Úsvit) je mise NASA k největším objektům hlavního pásu, planetce Vestě a trpasličí planetě Ceres. Sonda odstartovala 27. září 2007 a na oběžnou dráhu prvního ze svých cílů byla navedena svými iontovými motory 16. července 2011. Na sklonku roku 2012 se od Vesty vypravila na druhou část své cesty a 6. března 2015 dorazila na oběžnou dráhu Cerery. Dawn se tak stal první sondou na oběžné dráze kolem trpasličí planety a první sondou, která během svého putování zakotvila na oběžných drahách dvou různých vesmírných těles.
Během svých orbitálních misí Dawn shromáždila data charakterizující obě tělesa (snímky povrchu, měření gravitačního pole, spektrometrie hornin) a přispěla tak k poznání významné oblasti sluneční soustavy, která dodnes uchovává stopy jejího vzniku, tj. pásu asteroidů mezi planetami Mars a Jupiter.

## Status mise
Mise byla oficiálně vybrána NASA v prosinci 2001 a práce na přípravě sondy začaly nedlouho poté. Už ale dva roky poté byl projekt poprvé zrušen – toto rozhodnutí bylo změněno v únoru 2004 a práce pokračovaly. V říjnu 2005 byly nicméně znovu pozastaveny a v březnu 2006 byla vedením NASA celá mise opět zrušena. Po hlasitých protestech vědecké komunity a tlaku mezinárodních partnerů (německá DLR a Ústav Maxe Plancka dodaly snímkovací kameru a italská ASI mapovací spektrometr) bylo rozhodnutí přezkoumáno a opět změněno.
Sonda již není aktivní. Při plánovaném komunikačním okně 31. října 2018 se již neozvala. Důvodem je vyčerpání pohonných hmot pro motory, které zajišťují orientaci sondy. Sonda tak není schopná natočit anténu směrem k Zemi. Neaktivní sonda bude nyní po dobu několika desítek let obíhat po velmi nízké oběžné dráze trpasličí planety Ceres.

## Vybavení sondy
Sondu postavila americká společnost Orbital Sciences Corp., provozovatelem je Jet Propulsion Laboratory (JPL) v Pasadeně. Sonda z hliníkové slitiny ve tvaru kvádru má rozměry 1,64 × 1,27 × 1,77 metru a je vybavena dvěma křídly slunečních článků o rozměrech 8,3 × 2,3 metru. Ty sondě dodávají v blízkosti dráhy Země přes 10 kW elektrické energie a dobíjejí NiHbaterii s kapacitou 35 Ah. Sonda je řízena dvěma procesory typu RAD6000. Telekomunikační systém využívá 3 antény s malým ziskem a jednu parabolickou anténu o průměru 1,52 m. Z horní stěny vystupuje tyč magnetometru o délce 5 metrů. Orientaci sondy v prostoru zjišťují dva sledovače hvězd, 16 slunečních čidel a 4 soupravy gyroskopů. O pohon se starají tři iontové motory o tahu 3 × 19–91 mN (palivo xenon, zásoba 425 kg), vycházející z konstrukce ověřené v praxi při letu sondy Deep Space 1. Sonda má záložní systém 12 motorků o tahu 12 × 0,9 N (palivo hydrazin, zásoba 45,6 kg).
Na palubě jsou tyto vědecké přístroje:
- Dvě nezávislé mapovací kamery FC (Framing Camera) pro pořizování snímků povrchu planetek (ohnisková vzdálenost 100 mm, světelnost f/7.9, 7 barevných filtrů, paměť pro záznam 8 Gbit)
- Detektor záření gama a neutronů GRND (Gamma Ray and Neutron Detector) pro zjišťování chemického složení hornin do hloubky 1 m (21 čidel)
- Mapovací spektrometr pro viditelnou a infračervenou oblast VIMS (Visible and Infrared Mapping Spectrometer) pro zjišťování mineralogického složení povrchu planetek (paměť pro záznam 8 Gbit)

## Průběh letu
Dosavadní průběh letu

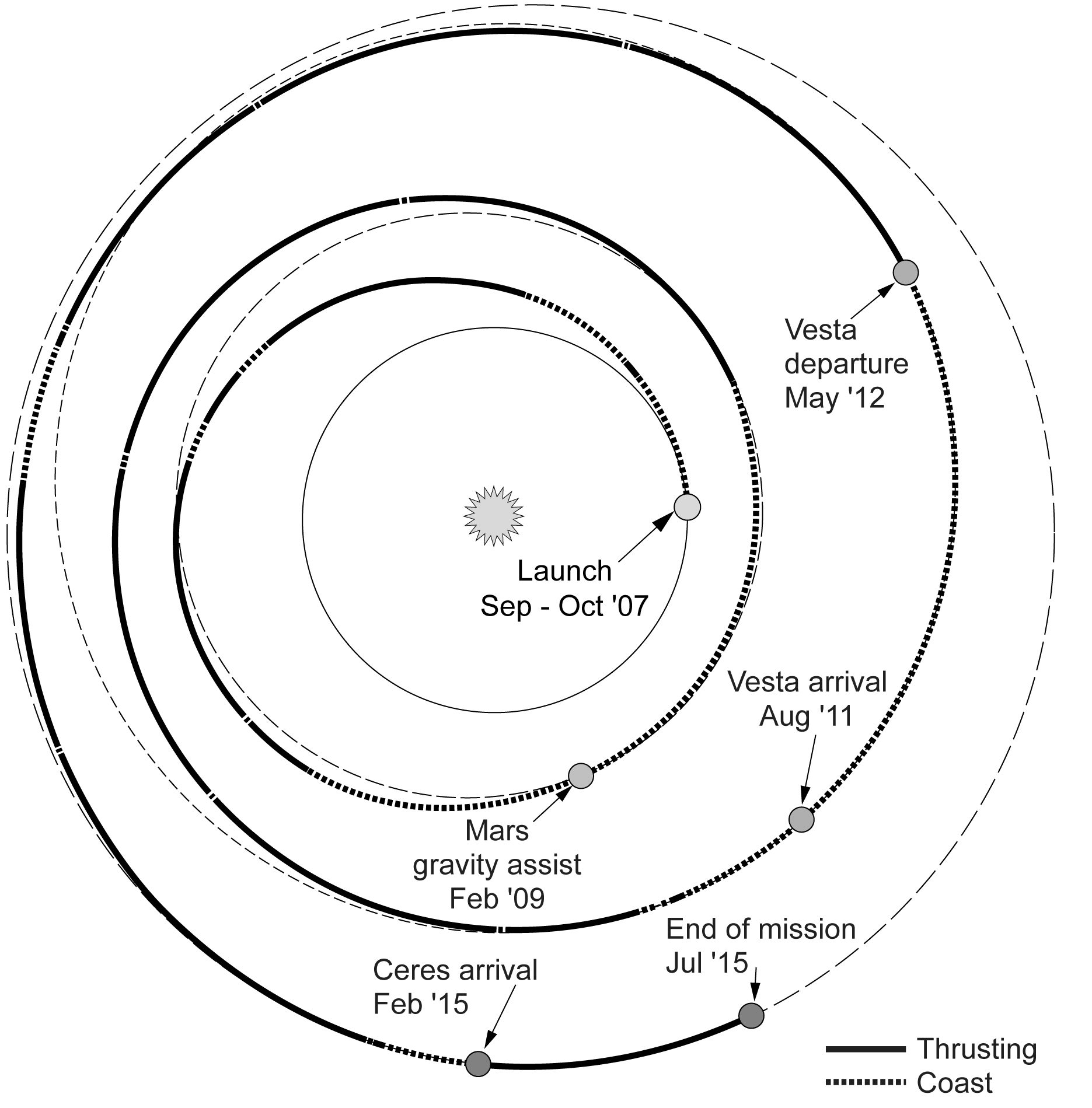
Trajektorie letu

- 27. září 2007 – start a navedení na oběžnou dráhu
- 17. prosinec 2007 – zapojen iontový motor
- 31. říjen 2008 – ukončeno urychlování sondy, spotřeba cca 72 z 425 kg paliva
- 21. listopad 2008 – korekční manévr (TCM-1) pro zpřesnění plánovaného průletu kolem Marsu
- 18. únor 2009 – gravitační manévr ve výši 549 km nad povrchem Marsu, snímkování povrchu
- 13. listopad 2009 – vstup do hlavního pásu planetek[7]
- 22. květen 2012 – postupné odpoutávání od Vesty
- 26. srpna 2012 – opuštění vlivu planetky Vesta[2]
- 6. březen 2015 – přílet k trpasličí planetě Ceres a navedení na její oběžnou dráhu[3]
- 1. listopad 2018 – ukončení primární mise

K hlavním objevům sondy patří odhalení druhého velkého impaktního kráteru (Veneneia) a hlubokých kaňonů na Vestě, na Ceresu pak obrovského úložiště uhličitanů (respektive zmrzlé solanky) v oblasti Occator a existence kryovulkánů.